# ゼノ・ゼブロフスキー
ゼノ・ゼブロフスキー（Zenon Żebrowski、本名:ヴワディスワフ・ゼブロフスキー（Władysław Żebrowski）1891年12月27日 - 1982年4月24日）は、ポーランド出身のカトリックの修道士。「蟻の街の神父」として知られ、戦後、戦災孤児や恵まれない人々の救援活動に力を入れた。日本人のイメージから「ゼノ神父」と呼ばれることがあるが、司祭（神父）ではなくコンベンツァル聖フランシスコ修道会の修道士である。

## 生涯

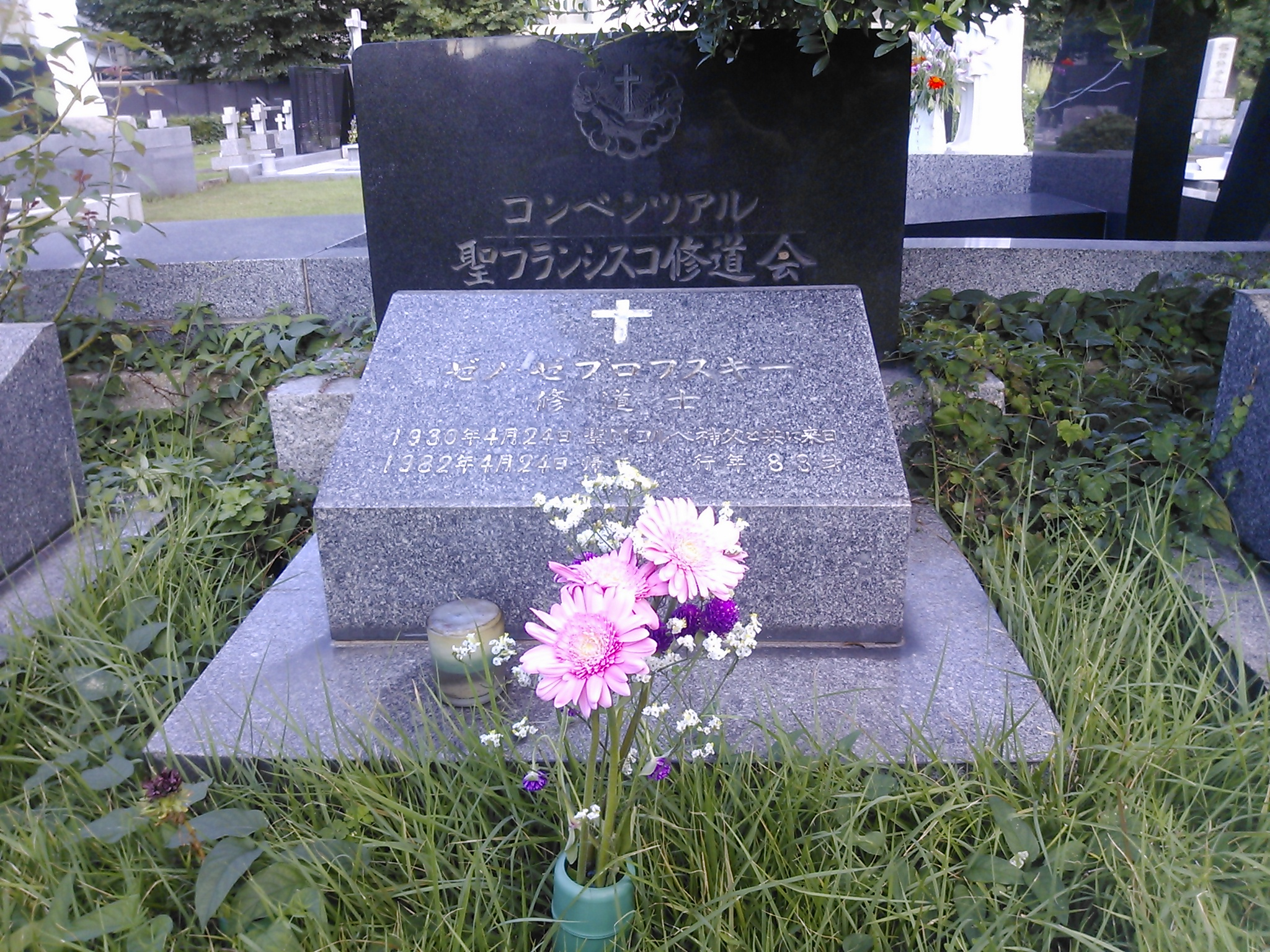
ゼノ修道士墓所（カトリック府中墓地）

1891年、ポーランドのマゾフシェ県オストロウェンカ郡スロバ村でヨゼフ・ゼブロフスキーとアンナ・コゾンの5人の子供の四男として生まれる。その後、第一次世界大戦のおりに軍隊に志願する。除隊後、職を転々としていたが、 1924年11月13日、聖スタニスラス・コストカ
の祝日のミサでの説教に影響を受け、1925年5月10日にコンベンツァル聖フランシスコ修道会に入会する。1928年12月15日に修道誓願を立てる。1930年4月24日、マキシミリアノ・コルベ神父やヒラリウス修道士たちと共に来日。
来日後は長崎でコルベ神父らとともに、布教誌「聖母の騎士」の出版と普及に力を入れた。ゼノ修道士は全国各地に赴いた。1936年にポーランド管区本部の命令でコルベ神父が帰国した後も、日本で活動を続けていたが、1945年8月9日、長崎市への原子爆弾投下で被災（被爆）する。
戦後は戦災孤児や恵まれない人々の救援活動に尽くし、東京・浅草のバタヤ街（のちに「蟻の街」の名で著名になる）など全国各地で支援活動を行う。1950年1月10日の例では、払い下げを受けた鉄道員用上衣200着をもって上野駅を訪問、地下道に身を寄せる市民らに配布した。朝日新聞は、この支援活動の姿を「青い目の福の神」として報じている。口癖は「ゼノ死ヌヒマナイネ」。愛嬌のある白ひげ顔とユーモラスな人柄で、宗派を問わず多くの人に親しまれた。
献身的な社会福祉活動に、1969年に勲四等瑞宝章、1979年に吉川英治文化賞が贈られた。またポーランドからは1976年にポーランド人民功労勲章（現ポーランド共和国功労勲章）第4等が授与された。1981年2月に来日した教皇ヨハネ・パウロ2世は、ゼノ修道士の入院先を訪問。ポーランド出身の教皇はポーランド語で語りかけ、長年の活動に敬意を表した。1982年4月24日、東京で死去。
1957年から1961年までポーランド人民共和国駐日大使を務めたタデウシュ・ゼブロフスキーはゼノ修道士の兄弟。